# Ton (Literatur)
Der Begriff Ton (mittelhochdeutsch dôn „Melodie“, von lateinisch tonus) steht in der mittelalterlichen deutschen Sangversdichtung für eine zugleich musikalische wie sprachliche Struktur: Der Ton bezeichnet neben der Melodie das Reimschema und den metrischen Bau oder, mit anderen Worten, die Strophenform. Der Terminus gilt daher für alle strophischen Melodien des deutschen Mittelalters (Minnesang, Sangspruchdichtung, strophische Epik, spätmittelalterliches Lied, Meistersang). Daneben existieren unstrophische Gattungen wie der Leich, deren melodische Einheiten nicht unter den Terminus Ton fallen.
Die Analyse und Beschreibung mittelalterlicher Töne kann aufgrund der Einschränkungen der schriftlichen Überlieferung – Melodien wurden nur in Ausnahmefällen aufgezeichnet – meist nur vom Text allein ausgehen. Die musikalische Seite der Tonkunst der Dichter bleibt weitgehend unzugänglich. Eine prominente Ausnahme sind die zahlreichen Spruchtöne, die die Jenaer Liederhandschrift überliefert.
Je nach Gattungen und Jahrhunderten bestanden unterschiedliche Tendenzen zur Wiederverwendung bekannter und zur Neukomposition individueller Töne. Am stärksten war der Zug zur Einzigartigkeit der Töne im Minnesang des späten 12. und 13. Jahrhunderts. Genau wie in der romanischen Liedlyrik, und vermutlich von dieser beeinflusst, galt hier das Prinzip: ein Lied – ein Ton.
Die Spruchdichtung dagegen beruht auf dem Prinzip der Einstrophigkeit; Spruchstrophen schließen sich nicht zu Liedern zusammen. Vielmehr setzen die Dichter ihre Spruchtöne für immer neue, einzelne, unzusammenhängende Sangsprüche ein. Spruchtöne zeichnen sich, in Taktzahlen gerechnet, oft durch größeren Umfang als Liedtöne aus.
Ab Mitte des 13. Jahrhunderts verliert sich in der Sangspruchdichtung offenbar das Prinzip, dass Töne ihren Erfindern „gehören“. In der Spruchdichtung und v. a. im Meistergesang wird es üblicher, eine traditionelle, als bekannt vorausgesetzte Melodie eines „alten Meisters“ zu verwenden. Die Tonangabe konnte dann die Beigabe der Melodie ersetzen. Um Töne bei Mehrfachverwendung bezeichnen zu können, kamen Namen für sie in Gebrauch. Die einfachste Form der Benennung ist die Zitierung des Textanfangs der bekanntesten Strophe (»in dem Thon: Es kam ein alter Schweizer gangen«). Daneben konnte man ein inhaltliches Merkmal zum Namen erheben (Spiegelweise – in zwei Strophen Konrads von Würzburg mit diesem Namen kommt ein Spiegel vor), einen Hinweis auf den Gebrauch geben (Hofton) oder ein formales Kennzeichen von Strophenform oder Melodie zur Namensbildung heranziehen: Lange Weise, Zarter Ton, Würgendrüssel („Kehlenwürger“). Auch der Name des Tonkomponisten kann Teil des Namens sein. In Sangspruchdichtung und Meistergesang wird die zweigliedrige Tonangabe (Frauenlobs Grüner Ton) geradezu Gattungsnorm. Der älteste zu einem Ton notierte Name ist der des Frau-Ehren-Tons von Reinmar von Zweter, der bereits in die Manessische Liederhandschrift (um 1300) eingetragen ist.
Die geringste Rolle spielte die Urheberschaft der Dichter und die Individualität der Töne von jeher in der gesungenen Heldenepik. Die frühesten Texte (Nibelungenlied) verwenden eine anonyme, schlichte und vermutlich alte Strophenform (Nibelungenstrophe). Spätere Epen entwickeln diese Typen weiter (Kudrun-Strophe) oder entleihen den Ton aus anderen Dichtungen (Titurelstrophe, Schwarzer Ton des Wartburgkriegs).
Auch bei den in Form von Flugschriften verbreiteten Liedern der Frühen Neuzeit wurden häufig ältere, bekannte Melodien aufgegriffen (Kontrafaktur), weil sich dadurch der aufwändige Druck von Noten erübrigte. In diesem Fall war den Liedern eine Tonangabe vorangestellt, welche die als bekannt vorausgesetzte Melodie benannte (beispielsweise In Schillers Hofton oder Im Ton wie Das Fräulein von Brittanien). Durch die Verwendung des Tons wurden zugleich auf ähnliche Themen angespielt, beispielsweise indem die eidgenössischen Schlachtlieder bekannte Melodien zu älteren Ereignissen aufgriffen.